# Helge Palmcrantz

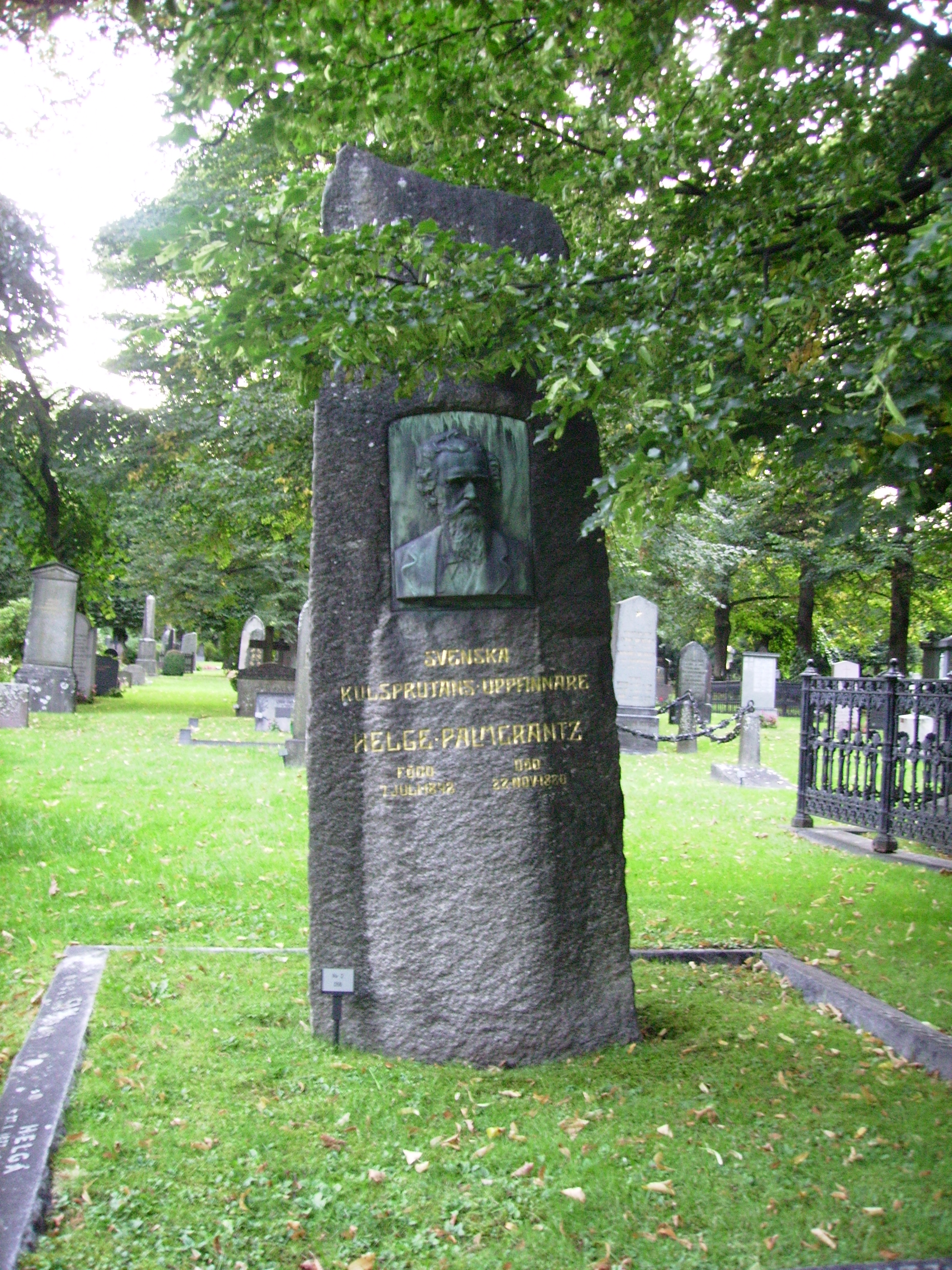
Helge Palmcrantz gravvård på Norra begravningsplatsen i Stockholm.

Carl Helge Julius Palmcrantz, född 7 juli 1842 i Ede i Hammerdals socken i Jämtland, död 22 november 1880 i Stockholm, var en svensk uppfinnare och industriman. 

## Biografi
Helge Palmcrantz tillhörde adliga ätten nr 1241 och var son till kaptenen vid Jämtlands fältjägarregemente, Per Gustaf Palmcrantz (1806–1905) och Lovisa Ulrika Nordenmark (1818-1893). Efter läroverksstudier i Östersund blev han 1859 elev vid en mekanisk verkstad i Stockholm och studerade 1861–1864 Teknologiska institutets avdelning för väg- och vattenbyggnad. Han lär för övrigt där ha varit initiativtagaren till tidningen Blandaren som fortlever än idag.
Åren 1864–1866 utförde han konstruktioner och ingenjörsarbeten i Jämtlands län, innan han 1867 flyttade till Stockholm. Här sysslade han med konstruktionsarbeten, särskilt inom vapenområdet. Samtidigt var han konstruktör åt vapenkommittén, och 1868 påbörjade han experiment med en ny kulspruta. Efter en resa till USA återvände Helge Palmcrantz med nya erfarenheter av teknisk industrialism. Han startade först i liten skala på Wollmar Yxkullsgatan, senare Döbelnsgatan 38 och till slut, som Sveriges då största[källa behövs] tekniska industri, på Hantverkargatan 17 på Kungsholmen. Produktionen bestod till stor del av kulsprutor och slåttermaskiner, förbättrade konstruktioner av amerikanska uppfinningar.
År 1875 blev Helge Palmcrantz kontaktad av den i England verksamme svenske uppfinnaren och industrimannen Thorsten Nordenfelt, som blev Palmcrantz engelske generalagent och sålde kulsprutan genom bolaget Nordenfelt Guns and Ammunition Company. Thorsten Nordenfelt övertalade Palmcrantz att öka kalibern på kulsprutan till en tum, vilket gjorde den effektiv som kanon mot torpedbåtar för marint bruk (Nordenfelt 25,4 millimeters kanon). Något liknande fanns ännu inte. Gatling och Gardner, de två betydande konkurrerande konstruktionerna, var inte lämpade för den kalibern.
Kulsprutan blev en internationell exportsuccé. Detta gjorde att Helge Palmcrantz skapade en för tiden ansenlig förmögenhet. Thorsten Nordenfelt fortsatte att utveckla Palmcrantz kulspruta i England efter dennes död.
Bland övriga produkter och uppfinningar märks en förbättrad gevärsmodell, en avancerad räknemaskin och en ur energisynpunkt effektivare cykel.
År 1874 gifte han sig med Susanna Josefina Winborg och blev svåger med Theodor Winborg, grundaren av Winborgs Ättiksfabrik i Stockholm. Efter en middag på Operakällaren 1880 insjuknade Palmcrantz plötsligt i blödande magsår och avled efter några dagar. Theodor Winborg hade tidigare hjälpt Helge Palmcrantz att etablera en fabrik på Kungsholmem och det blev nu han som drev firman vidare. Helge Palmcrantz hade tidigt förstått att en god levnadsstandard för de anställda är viktig i ett framgångsrikt företag och Winborg drev företaget i samma anda. Fabriken hade till exempel 8 timmars arbetsdag, halvtid på lördagar, övertidsersättning och sjuklön, något helt unikt på den tiden. Palmcrantz hade även inrättat en yrkesskola i fabriken.
Per Anders Fogelström beskriver i Mina drömmars stad den höga standarden på Palmcrantzfabrikens arbetarbostäder med bland annat egna trädgårdstäppor..
Helge Palmcrantz grav återfinns på Norra begravningsplatsen i Stockholm.
Kungl. Ingenjörsvetenskapsakademien gav 1948 ut en medalj över Helge Palmcrantz av konstnären Erik Lindberg. År 1976 utgavs i Sverige frimärkshäftet Tekniska nydanare med bland andra Helge Palmcrantz. Gymnasiet Palmcrantzskolan i Östersund var namngivet efter Helge Palmcrantz.